# Chrysometa calima
Chrysometa calima är en spindelart som beskrevs av Claude Lévi 1986. Chrysometa calima ingår i släktet Chrysometa och familjen käkspindlar.
Artens utbredningsområde är Colombia. Inga underarter finns listade i Catalogue of Life.